# Henryk XIX
Heinrich XIX Fürst Reuss zu Greiz (ur. 1 marca 1790 w Offenbach am Main, zm. 31 października 1836 w Greiz) – książę Reuss–Greiz (linii starszej). Jego władztwo było członkiem Związku Niemieckiego (będącego luźną konfederacją państw). Używał również tytułów Hrabia i Pan Plauen, Pan Greiz, Kranichfeldu, Gery, Schleiz i Lobenstein.
Był drugim synem i trzecim spośród czworga dzieci księcia Reuss–Greiz Henryka XIII i jego żony księżnej Wilhelminy Luizy Nassau-Weilburg (najstarszy syn tej pary – książę Henryk XVIII zmarł w niemowlęctwie). Na tron wstąpił po śmierci ojca (29 stycznia 1817).
7 stycznia 1822 w Pradze poślubił księżniczkę Gasparynę de Rohan-Rochefort (1800–1871). Para miała dwie córki:
- księżniczkę Ludwikę Karolinę (1822–1875)
- księżniczkę Elżbietę Henrykę (1824–1861)

Został pochowany w Kościele Mariackim w Greiz. Po jego śmierci następcą został młodszy brat – książę Henryk XX.